# Condado de Caroline (Virginia)
El condado de Caroline (en inglés: Caroline County) es un condado en el estado estadounidense de Virginia. En el censo de 2000 el condado tenía una población de 22.121 habitantes. La sede de condado es Bowling Green. El condado fue formado en 1728 a partir de prociones de los condados de Essex, King and Queen y King William. Fue nombrado en honor a Carolina de Brandeburgo-Ansbach, la reina consorte del rey Jorge II de Gran Bretaña.

## Geografía
Según la Oficina del Censo, el condado tiene un área total de 1.396 km² (539 sq mi), de la cual 1.379 km² (533 sq mi) es tierra y 16 km² (6 sq mi) (1,18%) es agua.

### Condados adyacentes
- Condado de Stafford (norte)
- Condado de King George (norte)
- Condado de Essex (este)
- Condado de King William (sureste)
- Condado de King and Queen (sur)
- Condado de Hanover (sur)
- Condado de Spotsylvania (noroeste)

## Demografía
En el  censo de 2000, hubo 22.121 personas, 8.021 hogares y 6.007 familias residiendo en el condado. La densidad poblacional era de 42 personas por milla cuadrada (16/km²). En el 2000 había 8.889 unidades unifamiliares en una densidad de 17 por milla cuadrada (6/km²). La demografía del condado era de 62,57% blancos, 34,37% afroamericanos, 0,78% amerindios, 0,36% asiáticos, 0,03% isleños del Pacífico, 0,52% de otras razas y 1,37% de dos o más razas. 1,33% de la población era de origen hispano o latino de cualquier raza. 
La renta promedio para un hogar del condado era de $39.845 y el ingreso promedio para una familia era de $43.533. En 2000 los hombres tenían un ingreso medio de $31.701 versus $22.455 para las mujeres. La renta per cápita para el condado era de $18.342 y el 9,40% de la población estaba bajo el umbral de pobreza nacional.

## Ciudades y pueblos
- Bowling Green
- Port Royal